# Campylium cardotii
Campylium cardotii là một loài rêu trong họ Amblystegiaceae. Loài này được Thér. Broth. mô tả khoa học đầu tiên năm 1908.